# Synalus
Synalus es un género de arañas araneomorfas de la familia Thomisidae. Fue descrito por el aracnólogo francés Eugène Simon.
Se distribuye únicamente en Australia.

## Especies
- Synalus angustus (L. Koch, 1876)
- Synalus terrosus Simon, 1895